# 劉典臣
劉典臣（？—？），甘肃武威人，清朝政治人物。
同治元年(1862年)，擔任廣東廣州府永安縣知縣（現紫金縣知縣）。后由舒心田接任。